# 小眼嶺鰍
小眼嶺鰍（學名：Oreonectes microphthalmus），為輻鰭魚綱鯉形目條鰍科嶺鰍屬的其中一種。分布於亞洲中國廣西壯族自治區羅城縣天河鎮的一個地下洞穴中，本魚體延長，頭平扁，吻長，口下位，唇光滑，觸鬚3對，眼睛退化僅剩1小黑點，體裸露無鱗片，體淡粉紅色呈半透明，鰓部紅色，尾鰭叉形，體長可達4.7公分，棲息在洞穴底層水域，生活習性不明。

## 扩展阅读
維基物種上的相關：小眼嶺鰍